# Szirmabesenyő
Szirmabesenyő là một làng thuộc hạt Borsod-Abaúj-Zemplén, Hungary. Làng này có diện tích 15,75 km², dân số năm 2010 là 4480 người, mật độ 284 người/km².